# Melisa Erkurt

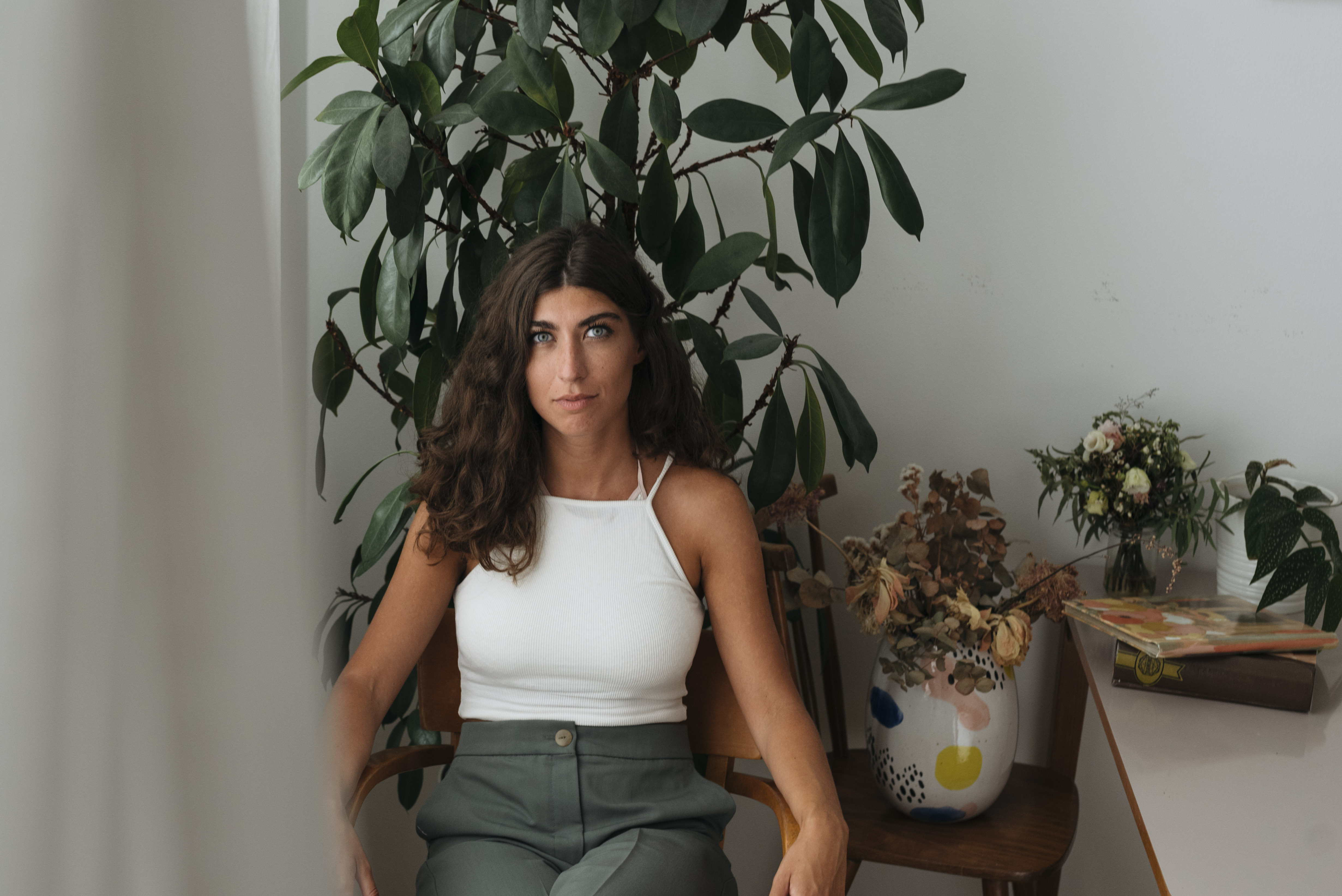
Melisa Erkurt 2021

Melisa Erkurt (* 19. Februar 1991 in Sarajevo, SFR Jugoslawien, heute Bosnien und Herzegowina) ist eine österreichische Journalistin und Publizistin.

## Leben
Melisa Erkurt wurde als Kind bosnischer Eltern in Sarajevo geboren. Aufgrund des Bosnienkrieges floh ihre Mutter mit ihr, als sie noch ein Kleinkind war, nach Österreich. Sie besuchte ein Gymnasium in der Nähe von Wien. Nach ihren Worten verdankt sie dem Zufall, dass ihre Lehrerin sie „ans Gymnasium, nicht an die Sonderschule geschickt hat“. Sie studierte anschließend an der Universität Wien Deutsch, Psychologie und Philosophie. Ein Jahr lang war sie Deutschlehrerin an einem Wiener Gymnasium. In ihrer Ausbildung zur Lehrerin fühlte sie sich „darauf vorbereitet, Hülyas und Alis auszusortieren, um Annas und Pauls zu unterrichten.“
Ihre journalistische Tätigkeit begann Erkurt bei der Zeitschrift biber, wo ihre 2016 erschienene Reportage Generation haram über die Verbotskultur muslimischer Jugendlicher für öffentliches Interesse sorgte und bei den Österreichischen Journalismustagen zur Story des Jahres gekürt wurde. 2017 erschien ihre Investigativreportage Süleymans Kinder über ein streng konservatives muslimisches Internat in Niederösterreich. Ein Jahr lang unterrichtete Erkurt an einer AHS in Wien. Auf dieser Erfahrung basiert ihr 2020 erschienenes Buch Generation haram – Warum Schule lernen muss, allen eine Stimme zu geben. Danach war sie Redaktionsmitglied der ORF-Sendung Report.
In der Wochenzeitung Falter schreibt sie wöchentlich die Kolumne Nachhilfe, vorwiegend über bildungspolitische Themen. Für die taz schreibt sie die Kolumne Nachsitzen. Für Ö1 betreibt sie den Podcast Sprechstunde. Anfang 2021 startete sie die_chefredaktion auf Instagram. Ebenso ist sie bei Twitter aktiv.

## Preise und Auszeichnungen
- 2016: Österreichische Journalismustage – Story des Jahres[8]
- 2018: Prälat-Leopold-Ungar-JournalistInnenpreis (Anerkennungspreis in der Kategorie Print)[9]
- 2018 und 2020: Österreichischer Journalist des Jahres in der Kategorie Aufgefallen[10]
- 2020: Forbes 30 Under 30[11]
- 2021: Bruno-Kreisky-Preis für das politische Buch – Sonderpreis „Arbeitswelten-Bildungswelten“ für Generation haram. Warum Schule lernen muss, allen eine Stimme zu geben[12]
- 2021: Auszeichnung als KommunikatorIn des Jahres 2020 des Public Relations Verband Austria (PRVA)[13]

## Werke
- Generation haram. Warum Schule lernen muss, allen eine Stimme zu geben. Zsolnay Verlag, Wien 2020, ISBN 978-3-552-07210-7.